# Pipes of Peace
Pipes of Peace (englisch für „Friedenspfeifen“) ist das fünfte Soloalbum von Paul McCartney. Es ist einschließlich der Wings-Alben das 15. Album von Paul McCartney nach der Auflösung der Band The Beatles. Es wurde am 22. Oktober 1983 in den USA und am 31. Oktober 1983 in Großbritannien veröffentlicht.

## Entstehung
Bereits im Oktober/November 1980 hatte McCartney mit George Martin an der Single We All Stand Together für den Kurzanimationsfilm Rupert and the Frog Song gearbeitet. Martin wurde schließlich auch der Produzent des geplanten neuen Albums McCartneys, das beide ab Anfang Dezember 1980 in Martins A.I.R. Studios in London aufnahmen. Es war seine erste Zusammenarbeit mit George Martin seit der erfolgreichen James-Bond-Film-Single Live and Let Die aus dem Jahr 1973. Als John Lennon am 8. Dezember 1980 vor seiner Wohnung erschossen wurde, brach McCartney die Arbeit am Album bis zum 14. Dezember ab und zog sich aus der Öffentlichkeit zurück. Ab 1. Februar bis zum 9. März 1981 hielt sich McCartney auf der Insel Montserrat auf, wo er mit George Martin weiter an seinem neuen Album arbeitete, das nach weiteren Aufnahmen in den AIR Studios und dem Hogg Hill Mill Studio sowie nach dem Abmischen schließlich im April 1982 unter dem Titel Tug of War veröffentlicht wurde.
Auf Montserrat waren zahlreiche Lieder entstanden, sodass ursprünglich erwogen worden war, Tug of War als Doppelalbum herauszubringen. Dies wurde aus Kostengründen verworfen. Stattdessen wurden die Lieder, die „den harten Auswahlprozess von Tug of War nicht bestanden hatten“, wie Average Person, Sweetest Little Show, Keep Under Cover und Hey Hey auf Pipes of Peace veröffentlicht. Ode to a Koala Bear wurde die B-Seite von Say Say Say.
George Martin sagte: "Damals, als wir mit Tug Of War anfingen, sagte ich zu Paul: 'Lass uns ein etwas härteres, funkigeres Album machen, als du es vielleicht in der Vergangenheit getan hast'... Tatsächlich wurde das Album "Pipes Of Peace" mehr zu dem, wonach wir in Tug Of War gesucht haben."
Während Tug of War zwei Duette mit Stevie Wonder beinhaltet, wurden auf Pipes of Peace nun zwei Duette mit Michael Jackson veröffentlicht. Jackson hatte bereits 1979 den Titel Girlfriend von Paul McCartney gecovert und auf seiner LP Off the Wall veröffentlicht. Beide arbeiteten schließlich im Mai 1981 an den Gemeinschaftskompositionen Say Say Say und The Man und im Mai 1982 in Los Angeles an der Single The Girl Is Mine, die als erstes Duett bereits im Oktober 1982 veröffentlicht wurde und im November 1982 auf Jacksons Album Thriller erschien.
Im Mai und Juni 1982 arbeitete McCartney in den Londoner AIR Studios an Pipes of Peace, im Oktober folgte die Aufnahme des Titelsongs Pipes of Peace, an dem unter anderem der Pestalozzi Children’s Village Choir mitwirkte. Weitere Lieder, die nach Montserrat für das Album aufgenommen wurden, waren The Other Me, So Bad, Tug of Peace und Through Our Love. Eric Stewarts charakteristische Methode, Hintergrundgesängezu überlagern, um einen Choreffekt zu erzeugen, ist auf mehreren Liedern des Albums zu hören. Die Arbeit am Album verzögerte sich jedoch, da McCartney sich ab Anfang November 1982 seinem Filmprojekt Broad Street widmete.
Die Dreharbeiten für den Film Broad Street waren im Mai 1983 weitgehend beendet, sodass McCartney im Juni und Juli 1983 in London weiter an Pipes of Peace arbeitete.
Als Vorauskopplung des Albums erschien am 3. Oktober 1983 das Duett mit Michael Jackson Say Say Say, das Platz 1 in den Vereinigten Staaten und Platz 2 in Großbritannien erreichte. Es ist aber nicht auszuschließen, dass der Erfolg der Single durch den Duettpartner Michael Jackson bedingt war, der im Jahr 1983 mit seinem Album Thriller sehr erfolgreich war.
Pipes of Peace sollte ursprünglich unter dem Titel Tug of War II am 7. Februar 1983 veröffentlicht werden, wurde aber zunächst auf April verschoben. Das Album erschien dann schließlich am 31. Oktober 1983, es ist das erste Album von Paul McCartney, das nicht mehr die Top Ten der Charts in den USA erreichte.

## Covergestaltung

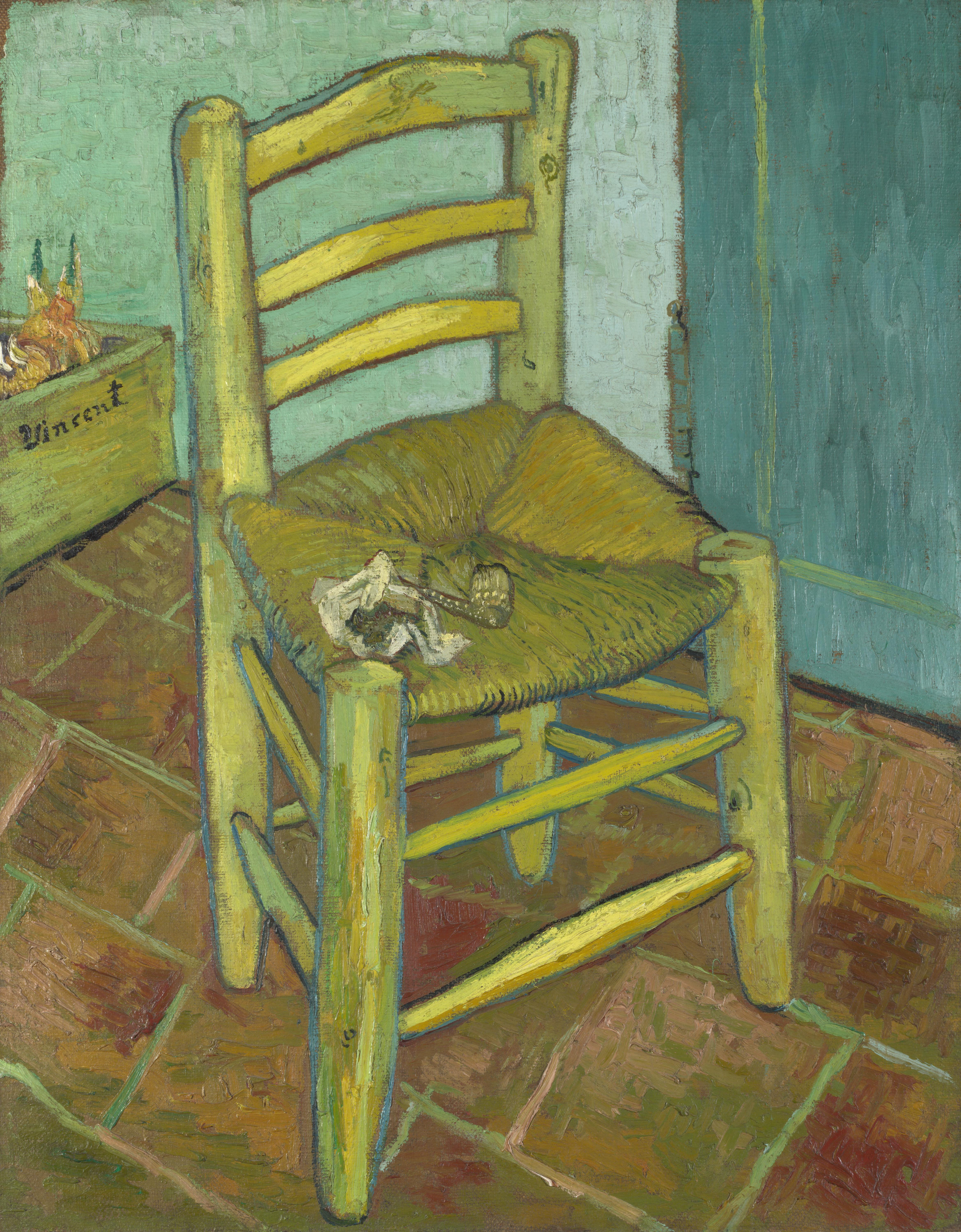
Vincent van Gogh: Vincents Stuhl mit Pfeife, 1888

Das Cover zeigt einen Stuhl mit verschiedenen, ins Bild ragenden Flöten und Pfeifen. Das Foto wurde von Linda McCartney aufgenommen. Der Stuhl nimmt Bezug auf Vincent van Goghs Gemälde Vincents Stuhl mit Pfeife aus dem Jahr 1888, das auf dem Innencover zusammen mit den Liedtexten abgedruckt wurde. Auf dem Rückcover ist eine Skulptur aus Chrom von Clive Barker aus dem Jahr 1966 zu sehen. Die Vinyl-Veröffentlichung hatte eine Klapphülle, die auf der Innenseite Fotos von einigen der Musiker auf dem Album enthielt.

## Titelliste
Paul McCartney schrieb die Lieder des Albums, außer Say Say Say und The Man entstanden in Zusammenarbeit mit Michael Jackson und wurden auch als Duette aufgenommen. Hey Hey schrieb McCartney mit Stanley Clarke zusammen.
Seite 1
1. Pipes of Peace – 3:56
2. Say Say Say – 3:55
3. The Other Me – 3:58
4. Keep Under Cover – 3:05
5. So Bad – 3:20

Seite 2
1. The Man – 3:55
2. Sweetest Little Show – 2:54
3. Average Person – 4:33
4. Hey Hey – 2:54
5. Tug of Peace – 2:54
6. Through Our Love – 3:28

## Informationen zu einzelnen Liedern
- Das CD-Bonuslied Twice in a Lifetime wurde auch während der Pipes of Peace-Sessions aufgenommen und war ursprünglich für einen Spielfilm mit gleichen Namen vorgesehen. Das Lied wurde aber dann nicht verwendet.
- We All Stand Together wurde im Oktober/November 1980 aufgenommen und erst im November 1984 als Single veröffentlicht.
- Simple as That (aus “It’s as simple as that!”), im Reggae-Stil komponiert von Paul McCartney, nachdem er von der BBC um einen Beitrag zu einer Anti-Heroin-Veranstaltung gebeten worden war, wurde nach den Press-to-Play-Sessions im Studio Hog Hill Mill (Sussex) aufgenommen und im November 1986 auf der Kompilations-LP The Anti-heroin Project. It’s a Live-in World[9] veröffentlicht.

## Wiederveröffentlichungen

### Wiederveröffentlichungen bis 2007
- Im Februar 1984 wurde das Album ohne Bonusstücke erstmals auf CD veröffentlicht. Der CD liegt ein zwölfseitiges bebildertes Begleitheft bei, das die Liedtexte beinhaltet.[10]
- Am 9. August 1993[11] wurde die CD in einer von Peter Mew erneut remasterten Version veröffentlicht. Der CD liegt ein zwölfseitiges bebildertes Begleitheft bei, das Information zum Album und die Liedtexte enthält. Das Album hat folgende drei Bonusstücke:[12]

1. Twice in a Lifetime – 2:59
2. We All Stand Together – 4:22
3. Simple as That – 4:17

- Im Mai 2007 wurde das Album im Download-Format veröffentlicht.

### Archive Collection
- Im Oktober 2015 wurde Pipes of Peace, zum zweiten Mal remastert, vom Musiklabel Hear Music/Concord Music Group als Teil der Paul McCartney Archive Collection veröffentlicht. Das Remastering erfolgte von Alex Wharton in den Abbey Road Studios. Das CD-Album hat ein aufklappbares Pappcover, dem ein 18-seitiges bebildertes Begleitheft beigegelegt ist, das Informationen zum Album und die Liedtexte beinhaltet. Das Design stammt von der Firma YES.

Es erschien in folgenden Formaten:
- Standard Edition Zwei CDs: Das originale 11-Track Album mit einer Bonus-CD, die folgende, teilweise bisher unveröffentlichte, Lieder enthält:[13]

1. Average Person [Demo] – 4:05
2. Keep Under Cover [Demo] – 3:44
3. Sweetest Little Show [Demo] – 3:00
4. It’s Not On [Demo] – 2:56
5. Simple As That [Demo] – 3:16
6. Say Say Say [2015 Remix] – 6:59
7. Ode to a Koala Bear (B-Seite) – 3:48
8. Twice in a Lifetime (Bonus-Lied der 1993er Wiederveröffentlichung) – 3:02
9. Christian Bop (Instrumentales, bisher unveröffentlichtes, Lied) – 2:03

- Deluxe Edition Das originale 11-Track Album mit der oben erwähnten Bonus-CD, zusätzlich mit einer DVD und einem 112-seitigen gebundenen Buch sowie einem 64-seitigen weiteren Buch mit Bildern und Notizen, weiterhin enthält die Ausgabe einen Code zum Download des Albums mit den Bonus-Titeln. Die DVD hat folgenden Inhalt:[14]

1. Pipes of Peace (Musik-Video)
2. So Bad (Musik-Video)
3. Say Say Say (Musik-Video)
4. Hey Hey in Montserrat (3 Minuten Dokumentation)
5. Behind the Scenes at AIR Studios (6 Minuten Dokumentation)
6. The Man (4 Minuten Dokumentation)

- Das Album wurde ebenfalls als 180 Gramm Vinyl-Version als Doppel-LP (neu remastert) inklusive der neun Bonus-Titel veröffentlicht, weiterhin enthält die LP einen Code zum Download des Albums mit den Bonus-Titeln.[15]

| Seite 1 1. Pipes of Peace 2. Say Say Say 3. The Other Me 4. Keep Under Cover 5. So Bad | Seite 2 1. The Man 2. Sweetest Little Show 3. Average Person 4. Hey Hey 5. Tug of Peace 6. Through Our Love |

| Seite 3 1. Average Person [Demo] 2. Keep Under Cover [Demo] 3. Sweetest Little Show [Demo] 4. It’s Not On [Demo] 5. Simple As That [Demo] | Seite 4 1. Say Say Say [2015 Remix] 2. Ode to a Koala Bear 3. Twice in a Lifetime 4. Christian Bop |

- Im Oktober 2015 wurde das Lied Say Say Say [2015 Remix] – Instrumental – 3:41 als Gratis-Download auf der offiziellen Website von Paul McCartney zur Verfügung gestellt.

### Weitere Wiederveröffentlichung
- Am 17. November 2017 wurde das Vinyl-Album von Capitol Records, auf 180 Gramm silberfarbenem Vinyl gepresst, veröffentlicht.[16]

## Single-Auskopplungen

### Say Say Say
Am 3. Oktober 1983 erschien die Single Say Say Say / Ode to a Koala Bear  und wurde der neunte und der bisher letzte Nummer-eins-Hit für Paul McCartney in den USA. Die 12″-Maxisingle enthält folgende Lieder: Say Say Say (Special Version) / Say Say Say (Instrumental) / Ode to a Koala Bear. Die beiden Abmischungen von Say Say Say erfolgten von John „Jellybean“ Benitez und wurden bisher nicht auf CD veröffentlicht. Ode to a Koala Bear stammt von den Tug-of-War-Aufnahmesessions.
Die Promotion-7″-Vinyl-Single in den USA enthält auf beiden Seiten jeweils die Stereoversion der A-Seite. Von Say Say Say wurde in den USA auch eine 12″-Promotionsingle veröffentlicht.

### Pipes of Peace
Die zweite Singleauskopplung in Europa Pipes of Peace / So Bad  erfolgte am 5. Dezember 1983 und wurde der dritte und der bisher letzte Nummer-eins-Hit für Paul McCartney in Großbritannien. Die A-Seite wurde am Anfang und am Ende des Liedes gekürzt.

### So Bad
Die zweite Singleauskopplung in den USA war So Bad / Pipes of Peace.
Die Promotion-7″-Vinyl-Single in den USA enthält auf beiden Seiten jeweils die Stereoversion der A-Seite.

### Weitere Singleveröffentlichungen
- Am 13. Februar 1985 sollte als dritte Singleauskopplung The Man / Blackpool mit der Katalognummer Parlophone R 6066 erscheinen. Blackpool ist ein bisher unveröffentlichtes Lied; darüber hinaus war es geplant, eine 12″-Maxisingle mit einer neuen Abmischung der A-Seite sowie einer instrumentalen Version zu veröffentlichen. Die Singleveröffentlichung wurde aber nicht realisiert.
- In Peru wurde allerdings die Single The Man / Through Our Love [24] und auf den Philippinen The Man / So Bad [25] veröffentlicht. Eine 7″-Promotionsingle wurde ebenfalls in Peru[26] sowie Spanien[27] und Mexiko[28] veröffentlicht.
- Am 27. November 2015 erschien anlässlich des Record Store Day die 12″-Vinyl-Single: Say Say Say [2015 Remix] / Say Say Say [Instrumental]. Die A-Seite wurde von Mark „Spike“ Stent neu abgemischt, auf der B-Seite befindet sich der 1983er Remix von John „Jellybean“ Benitez.[29] In Großbritannien wurde auch eine Promotion-CD-Single veröffentlicht, die eine kürzere Version beinhaltet.[30]

### Musikvideos
Musikvideos wurden zu den Single-A-Seiten gedreht. Das Video zu Pipes of Peace, worin McCartney sowohl einen britischen als auch einen deutschen Soldaten spielt, entstand unter der Regie von Keith McMillan, der, bevor er sich selbstständig gemacht hat, für die BBC gearbeitet hat. Das Musikvideo zeigte eine Rekonstruktion des Waffenstillstands von 1914 auf einem französischen Schlachtfeld während des Ersten Weltkriegs, als beide Seiten aufhörten zu kämpfen, um Fußball zu spielen. Das Video wurde an zwei Tagen im Chobham Common in Surrey, England, gedreht und umfasste 100 Statisten und drei Filmteams. Es wurde am 12. Dezember fertiggestellt und gewann den Preis für das beste Video des Jahres 1983 bei den British Rock & Pop Awards.

## Kritiken
Die Kritiker nahmen Pipes of Peace eher negativ auf. Der Rolling Stone vergab für das Album zwei von fünf Sternen. Er nannte es „überflutet mit Liebe“ und befand, dass McCartneys „Liebesboot“ beinahe in den selbsterzeugten Liebeswellen kentere. McCartney versuche so durchschnittlich zu sein, dass er unterdurchschnittliche Musik erschaffe. Pipes of Peace sei höchstens ein zweitklassiges („mediocre“) Werk McCartneys. allmusic schrieb, dass McCartney auf dem Album wie ein in die Jahre gekommener Rocker erscheine, der verzweifelt versuche, mit der Zeit mitzugehen. Dennoch sei Pipes of Peace an seinen besten Stellen „liebenswürdig-einnehmender Soft-Rock“.
Die Lieder waren „insgesamt leichtgewichtiger oder bruchstückhaft und bestanden häufig aus blutleeren Charakterstudien oder lockeren Beteuerungen“, fasste McCartney-Biograf Peter Carlin das Album zusammen.

## Kommerzieller Erfolg

### Chartplatzierungen

#### Album
Das Album erreichte Platz 11 in den niederländischen Charts, Platz 4 in den schwedischen Charts, Platz 1 in den norwegischen Charts und Platz 38 in den neuseeländischen Charts.
| ChartsChartplatzierungen       | Höchstplatzierung | Wochen |
| ------------------------------ | ----------------- | ------ |
| Deutschland (GfK)              | 20 (19 Wo.)       | 19     |
| Österreich (Ö3)                | 15 (7 Wo.)        | 7      |
| Schweiz (IFPI)                 | 12 (10 Wo.)       | 10     |
| Vereinigte Staaten (Billboard) | 15 (25 Wo.)       | 25     |
| Vereinigtes Königreich (OCC)   | 4 (24 Wo.)        | 24     |

Die 2015er Wiederveröffentlichung erreichte Platz 56 in den Großbritannien.

#### Singles
| Jahr | Titel          | Höchstplatzierung, Gesamtwochen, AuszeichnungChartplatzierungen (Jahr, Titel, , Platzierungen, Wochen, Auszeichnungen, Anmerkungen) | Höchstplatzierung, Gesamtwochen, AuszeichnungChartplatzierungen (Jahr, Titel, , Platzierungen, Wochen, Auszeichnungen, Anmerkungen) | Höchstplatzierung, Gesamtwochen, AuszeichnungChartplatzierungen (Jahr, Titel, , Platzierungen, Wochen, Auszeichnungen, Anmerkungen) | Höchstplatzierung, Gesamtwochen, AuszeichnungChartplatzierungen (Jahr, Titel, , Platzierungen, Wochen, Auszeichnungen, Anmerkungen) | Höchstplatzierung, Gesamtwochen, AuszeichnungChartplatzierungen (Jahr, Titel, , Platzierungen, Wochen, Auszeichnungen, Anmerkungen) | Anmerkungen                            |
| Jahr | Titel          | DE | AT | CH | UK | US | Anmerkungen                            |
| ---- | -------------- | --- | --- | --- | --- | --- | -------------------------------------- |
| 1983 | Say Say Say    | DE12 (19 Wo.)DE | AT10 (14 Wo.)AT | CH2 (17 Wo.)CH | UK2 Silber · (15 Wo.)UK | US1 Platin · (22 Wo.)US | Erstveröffentlichung: 3. Oktober 1983  |
| 1983 | Pipes of Peace | DE43 (8 Wo.)DE | — | — | UK1 Silber · (12 Wo.)UK | US—US | Erstveröffentlichung: 5. Dezember 1983 |
| 1983 | So Bad         | — | — | — | — | US23 (14 Wo.)US |                                        |

### Auszeichnungen für Musikverkäufe
| Land/Region                  | Auszeichnungen für Musikverkäufe (Land/Region, Auszeichnung, Verkäufe) | Verkäufe  |
| ---------------------------- | ---------------------------------------------------------------------- | --------- |
| Kanada (MC)                  | Platin                                                                 | 100.000   |
| Vereinigte Staaten (RIAA)    | Platin                                                                 | 1.000.000 |
| Vereinigtes Königreich (BPI) | Platin                                                                 | 300.000   |
| Insgesamt                    | 3× Platin ·                                                            | 1.400.000 |

Hauptartikel: Paul McCartney/Auszeichnungen für Musikverkäufe